# 台湾鉄道ホテル
台湾鉄道ホテル（たいわんてつどうほてる、正体字: 臺灣鐵道飯店、英文表記: Railway Hotel, Formosa, Japan）は、台湾台北市にあった洋式旅館。住所は臺北市表町2丁目7番地であり、現在の台北駅の南側に当たる。建物は1945年（昭和20年）5月31日の台北大空襲で被害を受けた後、修復して営業を続けていたが、廃業し現存しない｡

## 概要
1907年（明治40年）夏に建築をはじめ、翌1908年（明治41年）10月に落成した。台湾総督府鉄道部直営であり、台湾第一かつ当時唯一の西洋式ホテルであった。同年、台湾総督府鉄道主催の台湾縦貫鉄道全通式に参加されるため閑院宮載仁親王が当ホテルに宿泊されるなど、台湾を訪れた皇族、財界人等は当ホテルを利用することが多かった。
松崎萬長が設計した当ホテルは、赤レンガ造りのドイツ風建築であった。内部は、高天井のロビー、シャンデリアなどがあった。レストランのナイフ、フォークから客室の磁器製トイレまで、イギリスからの輸入品が多く使われていた。
客室は全30部屋で、宿泊費は部屋のランクによって1泊3円から27円まであったが、いずれも比較的高額であった。
1936年（昭和11年）、台南駅2階に台南鉄道飯店（臺南鐵道飯店）が開業すると、名称を台北鉄道ホテル（臺北鐵道飯店）に変更した。また、ホテル業以外に台北駅､高雄駅において食堂も営業した。
1945年（昭和20年）5月31日、台北大空襲でアメリカ軍の爆撃を受けて破壊されたが、終戦後、修復を行った上で、臺灣鐵道飯店（台湾鉄道ホテル）として営業を継続した。

## 建築
敷地は3,069坪あったが、建物の実面積は620坪で3階建てであった。1階には、ロビー、喫煙室、読書室などがあり、屋外には余興舞台があった。

## 宿泊費
鉄道省が発行した《観光地と洋式ホテル》によると、1930年代における宿泊費は以下のとおり
| 部屋            | 部屋数 | 費用    |
| --------------- | ------ | ------- |
| 1人室（浴室無） | 3      | 3－7円  |
| 1人室（浴室付） | 1      | 16円    |
| 2人室（浴室無） | 25     | 8－11円 |
| 2人室（浴室付） | 1      | 27円    |

- 食事料、朝食1円50銭､昼食2円50銭､夕食3円、茶菓子40銭

## 著名な宿泊者
- 板垣退助 - 1914年
- 久邇宮邦彦王 - 1920年
- 郁達夫 - 1936年

## 所在地
現在の台北駅南側にある新光摩天大楼及び亜洲広場大楼に所在。おおむね忠孝西路、館前路、許昌街、南陽街で囲まれた区域で、正面玄関は館前路側にあった。